# Новый год
Новый год — главный календарный праздник, который отмечает начало годового цикла. Дату Нового года определяет принятый в каждой конкретной культуре календарь. Отмечается многими государствами и их гражданами в соответствии с принятыми традициями.
Начало года с 1 января было установлено римским правителем Юлием Цезарем в 46 году до нашей эры. В Древнем Риме этот день был посвящён Янусу — богу выбора, дверей и всех начал. Январь получил своё название в честь бога Януса, которого изображали с двумя лицами: одно смотрело вперёд, а другое — назад.

## Дата праздника

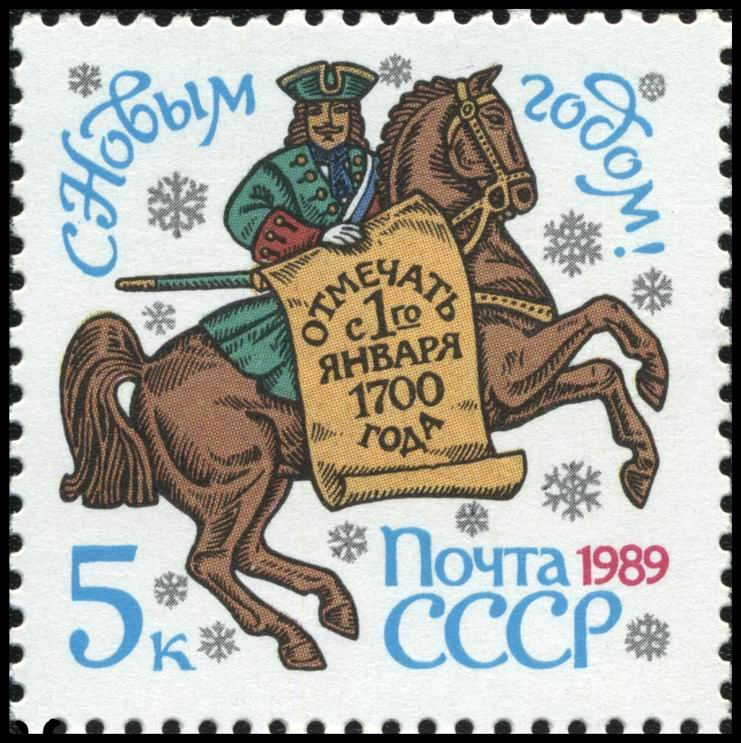
Новогодняя почтовая марка СССР. 1989. С образным представлением указа Петра I № 1736 от «О праздновании Нового года»

В культурах народов северных и умеренных широт Северного полушария Новый год чаще отмечается на зимний период. Обычно его дата приходится на зимнее солнцестояние, откуда восходящая к европейской традиции и наиболее распространённая в современном мире дата 1 января, которая приблизительно соответствует солнцестоянию. Народы субтропического пояса отмечают этот праздник в весеннее (например, Навруз) или ближе к осеннему равноденствию (например, еврейский Рош ха-Шана, византийский Новый год, который был перенесён в Россию, где бытовал до 1700 года); реже (например, в Древних Афинах) Новый год приурочивается к летнему солнцестоянию.
Большинство стран отмечает Новый год 1 января, в первый день года по григорианскому календарю. Новый год с учётом поясного времени начинается в Тихом океане, первой его встречает Республика Кирибати на островах Лайн (часовой пояс UTC+14). Позже всех встречает Новый год население Американского Самоа, островов Мидуэй и Ниуэ (часовой пояс UTC−11) — в Кирибати на островах Лайн в это время уже 2 января и 1 час пополуночи. Некоторые страны отмечают Новый год по лунному календарю.
С 1 января Новый год впервые стали отмечать в 153 году до н. э., поскольку с этого дня вступали в должность римские консулы. В 46 году до н. э. римский полководец и верховный жрец Гай Юлий Цезарь ввёл свой новый календарь («юлианский») и окончательно утвердил начало года с 1 января 45 года до н. э. Именно при Цезаре под влиянием астрологии праздник Нового года приобрёл самостоятельное значение временной отметки начала года, и, таким образом, положил начало гражданскому году.
- 1 января — Новый год по григорианскому, юлианскому и новоюлианскому календарям.
- Между 21 января и 21 февраля (один из дней) — китайский Новый год (Китай).
- 21 или 22 марта — иранский Новый год Навруз (Иран, Азербайджан, Казахстан[9], Кыргызстан, Таджикистан, Туркменистан, Узбекистан).
- С 13 апреля по 15 апреля — Сонгкран (тайск. สงกรานต์) — тайский Новый год.
- 14 апреля — бенгальский Новый год (Бангладеш).
- 163 дня после Песаха (не раньше 5 сентября и не позже 5 октября) — еврейский праздник Рош ха-Шана (Израиль).

### Старый Новый год
Старый Новый год — это новогодний праздник, отмечаемый по юлианскому календарю. С 1901 до 2100 года разница между григорианским и юлианским календарями составляет 13 дней и, в соответствии с юлианским календарём, Новый год выпадает на ночь с 31 декабря (13 января) на 1 января (14 января). Он является, по сути, историческим эхом смены летоисчисления. Отмечается в России, Беларуси, Украине, Казахстане, Грузии, Армении, Азербайджане, Сербии, Швейцарии и в других странах мира.

### Начало года 1 января
Прошло довольно много времени до того, как 1 января стало всеобщим или стандартным началом гражданского года. Годы принятия 1 января в качестве первого дня нового года в различных странах следующие:
| Страна                                                        | Начало года |
| ------------------------------------------------------------- | ----------- |
| Речь Посполитая (~ Беларусь, Латвия, Литва, Польша, Украина)  | 1362        |
| Венецианская республика                                       | 1522        |
| Швеция                                                        | 1529        |
| Священная Римская империя (~ Германия)                        | 1544        |
| Испания, Португалия, Польша                                   | 1556        |
| Пруссия, Дания и Норвегия                                     | 1559        |
| Франция (согласно Руссильонскому эдикту Карла IX)             | 1564        |
| Южные Нидерланды                                              | 1576        |
| Лотарингия                                                    | 1579        |
| Голландская Республика                                        | 1583        |
| Шотландия                                                     | 1600        |
| Российская империя                                            | 1700        |
| Тоскана                                                       | 1721        |
| Великобритания, Ирландия и Британская империя кроме Шотландии | 1752        |
| Япония                                                        | 1873        |
| Китай (Тайвань и КНР)                                         | 1912        |
| Греция                                                        | 1923        |
| Турция                                                        | 1926        |
| Таиланд                                                       | 1941        |

## Символика
Символика Нового года имеет семантику обновления, творения, победы нового над старым, победы жизни над смертью. В связи с этой семантикой к празднику Нового года, как правило, приурочивали очистительные обряды (например, в древней еврейской традиции пост Йом-кипур с выведением «козла отпущения», древнеримские люстрации на Луперкалии; ср. обычай выбрасывания или ломания на Новый год старых вещей), жертвоприношения, гадания (новогодние гадания на Святках и др.), а также обряды, которые воспроизводят сюжет сотворения мира — космогонические мифы (например, вавилонская поэма «Энума элиш»), создаются ритуальные пространственные модели Космоса (включая современный символ мирового дерева — рождественскую и новогоднюю ёлку), зажигается новый огонь в очаге и т. п. С Новым годом связаны обряды культа плодородия (в культурах многих народов Новый год совпадает с праздником урожая) и культа предков.

## Традиции в СССР и России

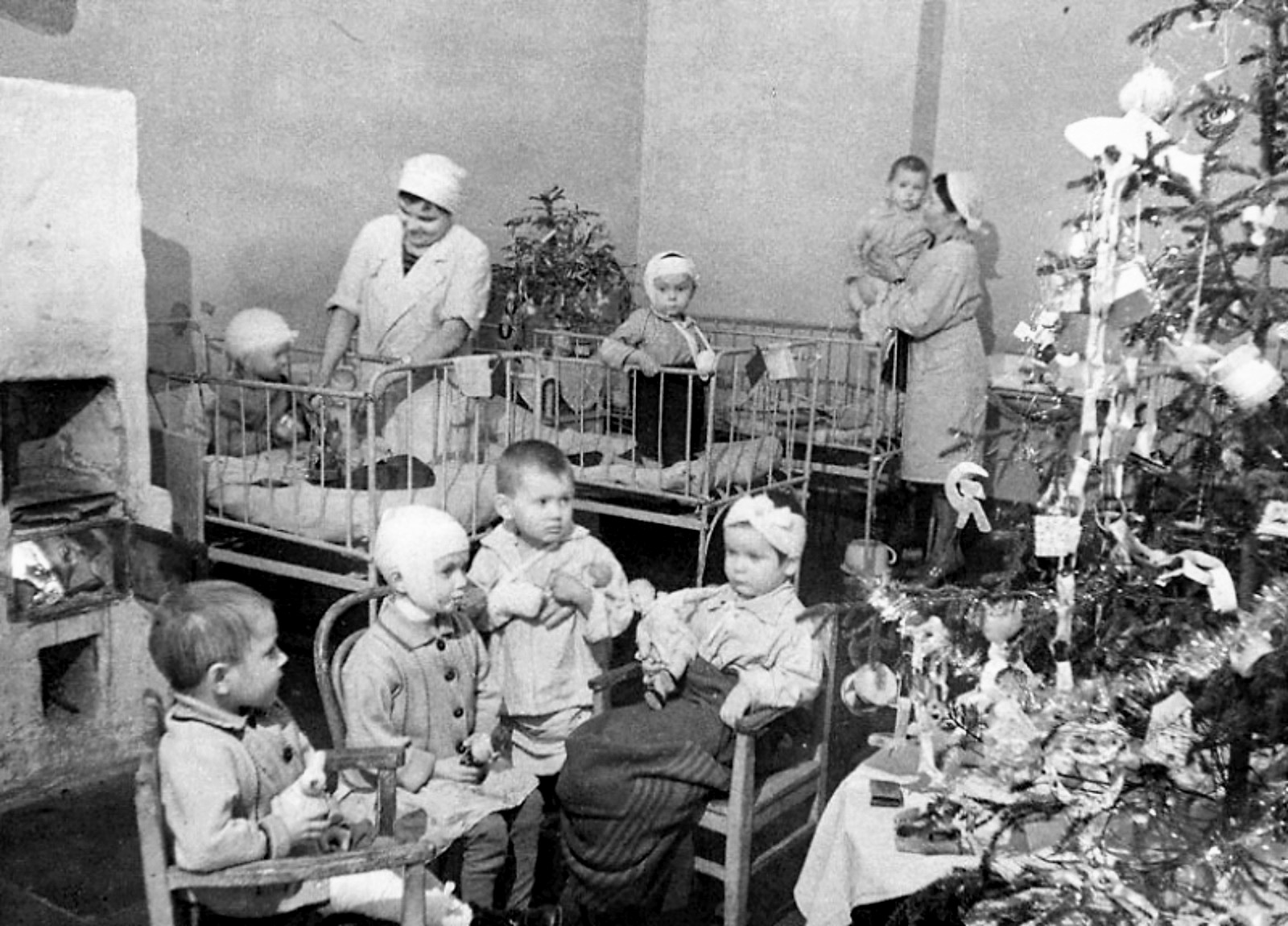
Новогодняя ёлка в хирургическом отделении детской больницы блокадного Ленинграда, 1942

В СССР Новый год торжественно отмечался начиная с 1 января 1936 года. Этот праздник вытеснил традиционное празднование Рождества Христова и частично воспринял его символику. Такая традиция в целом сохраняется в постсоветской России. Отмечается также Старый новый год по юлианскому календарю, 1 января которого приходится на 14 января григорианского календаря; традиционно составлял часть святочного цикла.
В России на Новый год готовят салаты, блюда, собираются всей семьёй, поздравляют знакомых. Блюда: холодец, салат «сельдь под шубой», салат «мимоза», салат «оливье», бутерброды со шпротами и с красной икрой, пьют советское шампанское. Также часто смотрят новогодние фильмы, в основном комедии.